# پارانویا
بدگُمانی یا پارانویا (به انگلیسی: Paranoia) در تعریف عام آن، غریزه یا فرایندی از فکر است که تحت تأثیر اضطراب یا ترس به حالتی غیرمنطقی و وهم آلود در می‌آید. افراد پارانوئید معمولاً فکر می‌کنند که دیگران برای آزار و اذیت آن‌ها می‌کوشند یا فکر می‌کنند که دیگران به دنبال توطئه علیه آن‌ها هستند.
توهم توطئه زیر شاخه پارانویا می‌باشد. پارانویا با فوبیا تفاوت دارد. کسانی که دچار فوبیا هستند ترس غیر منطقی دارند، اما به خاطر ترس و اضطرابشان دیگران را سرزنش نمی‌کنند. وارد کردن اتهامات غیرواقعی و عدم اعتماد معمولاً از دیگر نشانه‌های پارانویا است. به عنوان مثال، حادثه ای که اکثر مردم به عنوان یک حادثه یا تصادف تلقی می‌کنند، از منظر یک فرد پارانوئید ممکن است توطئه تصور شود.
دو شاخصه شناسایی توهمات پارانوئید (۱) آمادگی ذهنی پذیرش سست‌ترین شواهد در حمایت از باورهای غیرواقعی و (۲) عدم توانایی در تشخیص شواهد و ادله مستحکمی است که افکار پارانوید را رد می‌کند.
پژوهش‌ها نشان می‌دهد که پارانویا با اعتقاد به تئوری‌های توطئه ارتباط مستقیم دارد.

## نشانگان روان‌گسیختگی پارانویا
بعضی از نشانگان روان‌گسیختگی پارانویا:
- به راحتی دلخور شدن
- به دشواری به دیگران اعتماد کردن
- با هر گونه انتقادی مقابله کردن
- به خود ربط دادن اظهارات دیگران
- همیشه در حالت تدافعی بودن
- خصمانه و تهاجمی برخورد کردن و بیهوده بحث کردن
- قادر به کوتاه آمدن نبودن و رئیس‌وار رفتار کردن
- عدم توانایی در بخشیدن و فراموش کردن
- تصور اینکه مردم پشت سرشان حرف می‌زنند
- شکاکیت بیش از حد داشتن. به عنوان مثال، فکر می‌کنند که افراد دیگر دروغ می‌گویند یا طرح‌هایی برای تقلب کردن علیه آن‌ها دارند.
- حس عدم اعتماد
- مشکل برقرار کردن روابط عادی یا صمیمی
- احساس آزار و شکنجه توسط دیگران
- باور نظریه‌های توطئه و بی‌اساس
- کژانگاری، مانند گمان به این که همکار شما می‌خواهد شما را مسموم یا صدای شما را ضبط کند.
- دشواری‌های گفتاری

## انواع پارانویا
پارانویا گونه‌های مختلفی دارد که بعضی از گونه‌های آن را می‌توان برشمرد.
- توهم خیانت
- توهم خیانت جنسی
- توهم خودبزرگ بینی Megalomania
- توهم شکنجه
- توهم جسمی somatic hypochondriasis delusions
- توهم اورتومانیا

در روان‌گسیختگی پارانویا به نظر می‌رسد که شخص بیشتر گرفتار حالت‌های بد رفتاری یا اندیشه‌های بد مانند دشواری در اندیشیدن، تمرکز، یا توجه می‌باشد.

## از منظر روان‌شناسی
داده‌های ذهنی افرادی که دچار پارانویا هستند و افکارشان بر اساس توهم آزاربینی (persecutory delusions) و باورهای غلط شکل می‌گیرد این افراد را به سلسله ای از تصورات باطل سوق می‌دهد. آن‌ها تصور می‌کنند که مورد آزار و اذیت دیگران قرار می‌گیرند، تهدید می‌شوند، صدمه می‌بینند، تحت تعقیب قرار می‌گیرند، متهم می‌شوند، با آن‌ها بدرفتاری می‌شود، از آن‌ها سوءاستفاده می‌شود، با عصبانیت با آن‌ها برخورد می‌شود، بازی داده می‌شوند و فریب می‌خورند، افراد پارانوید تصور می‌کنند این اعمال به وسیلهٔ افراد خاص یا گروه‌های خاصی از افراد یا دشمنان فرضی انجام می‌شود (کلبی (۱۹۸۱)، ص ۵۱۸). سه مؤلفه شناخت پارانویا عبارتند از الف) سوءظن بی‌پایه و بر اساس این فرض که دیگران می‌خواهند از آن‌ها سوء استفاده کنند، به آن‌ها آسیب برسانند یا در پی فریب آن‌ها را هستند؛ ب) درگیری ذهنی توأم با شک و تردید نسبت به دوستان یا وابستگان و تردید نسبت به وفاداری یا صداقت آنها؛ ج) عدم اعتماد به دیگران به خاطر ترس بی‌پایه و تصور اینکه دیگران قصد دارند از اطلاعات خصوصی در مورد زندگی آن‌ها سوءاستفاده کنند (رابینز ۱۹۹۷، ص ۳).

## دیدگاه امیل کریپلین، روان‌پزشک آلمانی، دربارهٔ پارانویا
امیل کریپلین در تلاش اولیه خود برای دسته‌بندی بیماری‌های روانی، از اصطلاح پارانویای مطلق برای شرح حالت روانی استفاده کرد که توهم، موضوع اصلی آن است اما این توهم هیچ صدمه و زوال آشکاری به سلامت عقل شخص وارد نکند و نشانه بیماری‌های دیگری چون جنون زودرس (یا dementia praecox)، که اصطلاح قدیمی بیماری شیزوفرنی است، در آن نباشد. پارانویا، در معنای اصیل یونانی خود، به معنای دیوانگی است (پارا para = خارج و نوس nous = عقل). بر این اساس هنوز هم روانشناسان بر سر این موضوع به دو گروه تقسیم می‌شوند. گروه اول که عقیده دارند پارانویا قسمتی از یک بیماری روانی مانند بیماری اسکیزوفرنی است و گروه دوم که معتقدند پارانویا به خودی خود قسمتی از یک بیماری نیست و تنها در صورت استمرار تبدیل به بیماری مانند بیماری اختلال شخصیت پارانوئید Paranoid personality disorder می‌شود و در غیر این صورت اگر مستمر نباشد درمان آن آسان‌تر و امکان کنترل و بهبود آن بیشتر است. پارانویا زمانی تبدیل به توهم می‌شود که افکار و عقاید غیر منطقی در ذهن فرد ثابت شوند و هیچ چیز از جمله شواهد و ادله نتوانند فرد را متقاعد کند که آنچه که فکر می‌کند یا احساس می‌کند، درست نیست.
کریپلین با استفاده از این ریشه لغوی این بیماری، نامی جهت تشخیص افکار توهمی به وجود آورد. بنا به تعریف او هرگونه افکار توهمی، بدون احساسات خودآزارانه، در این دسته می‌گنجند. برای مثال کسی که دچار این توهم شده‌است که یک شخصیت مهم سیاسی یا ادبی است، می‌تواند در دسته مبتلایان به پارانویای مطلق بگنجد.
هرچند که اصطلاح پارانویای مطلق دیگر چندان استفاده ندارد و اصطلاح اختلال هذیانی یا Delusional disorder جایگزین آن شده‌است اما جدیداً، از این لغت برای شرح حالتی به کار می‌رود که شخص مبتلا به آن، از توهمات خود بسیار آزار می‌بیند زیرا:
1. این شخص تصور می‌کند که صدمه یا حادثه آزار دهنده در حال رخ دادن است یا قرار است رخ دهد.
2. شخص تصور می‌کند که شخصی قصد آزار و صدمه رساندن به او را دارد.

## مثالهایی از پارانویای بالینی
به‌طور کلی و با استفاده بی‌قید و شرط از اصطلاح پارانویا، می‌توانیم بگوییم توهمات پارانویید می‌توانند شامل مواردی چون اینکه شخص تصور می‌کند تحت تعقیب است، مسموم شده‌است یا به عنوان مثال شخص متوهم فکر می‌کند که یک شخصیت مهم سیاسی، ادبی یا ورزشی دورادور عاشق اوست. چنین توهماتی به عنوان جنون جنسی نیز شناخته می‌شوند. توهمات معمول پارانویید شامل این باور است که شخص خود را مبتلا به بیماریی تخیلی یا آلودگی انگلی می‌داند، یا اینکه باور دارد مأموریتی ویژه داشته یا اینکه برگزیده خداوند است، یا اینکه اعمال وی توسط نیرویی خارجی کنترل می‌شود.
بسیاری از حکام مستبد، به پارانویا مبتلا بوده‌اند. برای مثال استالین نمونه بارزی از شخص پارانویا بوده‌است. با اینکه استالین دائماً دچار توهم توطئه علیه خودش بود، این مورد می‌تواند سؤال خوبی را به وجود بیاورد. استالین، در واقع دشمنان زیاد داشت اما در عین حال دچار توهم توطئه هم بود و فکر می‌کرد اطرافیانش دائماً مشغول دسیسه چینی علیه او هستند. آیا صرف داشتن دشمنان زیاد، برای ابتلا به پارانویا کفایت کند؟ این مبحث، موجب بروز مباحث فلسفی فراوانی گشته که به این لطیفه نیز منجر شده‌است: «اینکه تو پارانویا داری دلیل نمی‌شود که کسی آن بیرون نخواهد تو را بکشد.»

## درمان پارانویا
درمان پارانویا بیش از هرچیز با رفتار درمانی (behavior therapy) انجام می‌شود که هدف آن کاستن از حساسیتهای فرد مبتلا، نسبت به انتقادها و همچنین تقویت توانایی‌های اجتماعی او است. سر و کار داشتن با افراد پارانویید بسیار مشکل است زیرا بسیار زودرنج هستند و رفتارشان معمولاً خصمانه‌است و از نظر احساسی بسیار بسته و نسبت به هر فعالیتی بی میل هستند.
به همین دلیل، درمان این مشکل، از پیشرفت کندی برخوردار است. برای درمان این افراد باید کوشش شود که در ابتدا چرخه شک و تردید او شکسته شود و او با تمرین‌های آرامش بخش و روش‌های کنترل اضطراب، از حالت انزوا خارج شود و کم‌کم با کمک پزشک و اطرافیان خود، تغییراتی اساسی در رفتارهای خود به وجود آورد.

## گوشه‌گیری
بعضی از افراد پارانوید به شدت گوشه‌گیر هستند و بعضی دیگر نیاز دارند که دائماً در جمع باشند و از تنهایی نفرت دارند.

## بروز پارانویا در فرهنگ عمومی
در فرهنگ عامه امروز، پارانویا اشکال و روش‌های مختلفی برای ابراز خود پیدا کرده‌است از جمله:
- اعتقاد به اینکه قدرت خاصی دارند یا در یک مأموریت مخصوص هستند (هذیان عظمت)
- تئوری توطئه یا اعتقاد به اینکه اخبار و وقایع کاملاً نامربوط، در واقع اجزا یک نقشه بزرگ و توطئه‌آمیز هستند.
- تعقیب شدن توسط دشمنان قدرتمندی چون تروریست‌ها، بشقاب پرنده، سازمان‌های مخفی یا شیاطین
- کنترل افکار توسط اشعه نامرئی و دستگاه‌های پیشرفته
- ترس از مسموم شدن و اعتقاد به اینکه بعضی مواد غذایی اصولاً برای مسموم کردن بشر ساخته شده‌اند (مانند قند مصنوعی و آب‌های معدنی)

## پارانویا و روشنفکران
زیگموند فروید (۱۹۳۹–۱۸۵۶) پدر روانکاوی، اختلال پارانویا را خاص روشنفکران می‌داند و می‌گوید: «بیماران پارانویا که عموماً افراد مجرد و از زمره روشنفکران‌اند، از شک و بدگمانی خود رنج می‌برند، از دشمنان خیالی وحشت دارند و برای مبارزه با آنان، تلاش و وسایل بکر و بدیعی ابداع می‌کنند.» ناگفته پیداست این مفهوم فروید را نمی‌توان به تمام گروه روشنفکری تعمیم داد و از طرف دیگر نیز نمی‌توان مصادیق بارز رفتار پارانوئیدی را در کثیری از روشنفکران و سردمداران افکار بلند بشری نادیده گرفت. نمونه‌ای از افراد متفکّر که به این بیماری دچار بوده‌اند می‌توان به آیزاک نیوتن، فیزیکدان و ریاضیدان سرشناس بریتانیایی اشاره کرد. اینجاست که با صرف نظر از مفهوم «بیماری» که به نوعی اختلال روانی آن هم به تنها تعداد کمی از افراد جوامع اشاره دارد، می‌توان با تعدیل این مهم، آن را به تمامی افراد بشری تعمیم داد و آن را امر طبیعی دانست، چرا که سوءظن در حد کوچکی لازمه تعامل و تصمیم‌گیری درست است. ثانیاً پارانویا را جزء اجتناب‌ناپذیر اندیشهٔ صاحبان افکار بلند و انتزاعی‌نگر به‌شمار آورد تا ضمن صحه گذاشتن بر این فرض فروید، منظور او را به درستی فهمید. از این رو با مراجعه به زندگی‌نامهٔ روشنفکران و نفوذ در لایه‌های زیرین و پنهانی زندگی و افکار آنان، شاید به جرئت بتوان گفت افرادی همچون گالیله، ژان ژاک روسو، نیچه، شوپنهاور، کافکا، همینگوی، تولستوی، فروید و… اگرچه از اختلال شخصیت پارانوئیدی به دور بوده‌اند لیکن اندیشه‌های پارانوئیدی داشته‌اند و آن را در گفته‌ها و نوشته‌های خود تصویر کرده‌اند.
شاید فروید به این دلیل پارانویا را دربارهٔ روشنفکران مطرح می‌کند که روشنفکران افرادی هستند که قدم به مناطق ممنوعه می‌گذارند، به مطلق تردید دارند، به مقدسات حمله‌ور می‌شوند، از تابوها عبور می‌کنند، علیه حکومت می‌شورند، جانب محرومان و رنجدیدگان را می‌گیرند و نه تنها از برخورداران قدرت و ثروت طرفداری نمی‌کنند، بلکه استبداد و دیکتاتوری را به چالش می‌خوانند که بازخورد این امر سبب شکل‌گیری «توهم توطئه» در آنان می‌شود و برای خنثی کردن توطئه‌های دشمن فرضی به واکنش‌های پارانوئیدی پناه می‌برند تا از این مجرا امنیت روانی خود را بازیابند.
گالیله در یک اقدام نمادین «کاپرا را به سرقت ادبی متهم می‌کند و تا محکوم کردن او به وسیله مقامات پادوا پیش می‌رود… در ونیز هجونامه یی بر ضد کاپرا منتشر می‌کند.» علاوه بر آن قاطعیت و اصرار او در راه ابراز عقایدش و واژگونی اصول فکری دانشمندان پیشین، سبب شد هم عصرانش «تکبر» و «جاه طلبی بیهوده» را نیروی محرک اعمال و نظرات او بدانند. ژان ژاک روسو که خود را دوستدار بشریت می‌دانست و انرژی فکری - روانی خود را صرف آزادی انسان از قید و بندهای طبیعی و ماوراء طبیعی کرد، با انتشار کتاب «امیل» به جرم فتنه جویی و اغتشاش‌گری علیه مذهب کاتولیک، کتابش را آتش زدند و خود او تا چندی متواری بود و به قول سیمون دوبووار: «روسو از هذیان تحت آزار و تعقیب بودن رنج می‌برد و در آخر از آن خسته شد و به خوف اینکه نقشه‌هایی بر ضد وی در کار است، پایان داد. او این کار را با تمجید از خود عملی ساخت که این نیز شکلی از اختلال دماغی است؛ ولی این وضع آرامش وی را فراهم آورد.» نیچه به محض اینکه معشوقش او را قال گذاشت، به جنون روی آورد و به زنان بدبین شد. علیه آنان مطلب نوشت و تا آخر عمر از آن‌ها واهمه داشت. شوپنهاور و مادرش علیه همدیگر نامه‌های توهین آمیز می‌نوشتند و همدیگر را به باد دشنام و ناسزا می‌گرفتند. کافکا یک روز صبح از خواب برخاست، احساس می‌کرد «محاکمه» خواهد شد و بایست در دادگاه حاضر شود. همینگوی «پس از معالجه‌های گوناگون برای افسردگی و پارانویا، بهترین تفنگ دولول شکاری انگلیسی خود را برداشت، دو فشنگ در آن گذاشت و جمجمه خویش را متلاشی ساخت.» تولستوی دچار هذیان عظمت شد و خود را «برادر بزرگ خداوند» برشمرد و حتی خود فروید از پارانویا در امان نبود. همانندسازی او با موسی که نشان از داعیه پیامبری او بود، این باور را در او ایجاد کرده بود که به سان موسی می‌تواند وعده دهنده «ارض موعود» باشد و بشریت را زیر سلطه فکری خود گرد آورد. این نگرش او از این شعارش در کتاب «تعبیر رؤیا» که «اگر نتوانم آسمان را مطیع سازم، جهنم را زیر و رو خواهم کرد.» به آسانی قابل درک است و آن هنگام که اوج مخالفت‌ها علیه او برپا شده بود در نامه یی به «فرنتسی» چنین نوشت: «امکان دارد بعد از آنکه این همه سرود تدفین بیهوده بر سر ما نواخته شده‌است، این بار ما واقعاً دفن شویم، این مسئله به میزان زیادی سرنوشت شخصی ما را تغییر خواهد داد ولی تغییری در سرنوشت دانش ما ایجاد نخواهد کرد، ما حقیقت را در تملک خود داریم.»
روشنفکر بسته به متدولوژی که دارد اغلب رگه یی از پارانویا جزء جدایی ناپذیر شخصیت و اندیشه او است چرا که او ارزشی بیش از حد برای خود قائل است، اعتقادات دیگران را به چالش می‌برد، گاهی مواقع قضاوتی خشک و یکجانبه دارد، به طرزی دیوانه وار از یک موضوع دفاع می‌کند یا به رد دیگری می‌پردازد و علاقه‌مند به تحلیل و تفسیر است. بیش از افراد عادی از حساسیت، زودرنجی، شکاکی، بدبینی و یک دندگی بهره‌مند است و چه بسا همین ویژگی‌ها و حالت‌های متفاوت است که موجب شکل‌گیری اندیشه‌های عمیق در او می‌شود.
بدین ترتیب شخصیت روشنفکر تا حدی به انقباض می‌گراید. چانه زن و اهل بگومگو می‌شود، وضع موجود را بهتر از آنچه هست، می‌خواهد، خود را یگانه و منحصربه‌فرد می‌داند، در برابر دنیای بیرون حالت دفاع به خود می‌گیرد و گاهی دوستان نزدیک خود را نیز در شمار دشمنان سرسخت قلمداد می‌کند.
روشنفکر بلندپرواز و خودبزرگ بین است. از این رو همواره یک گرایش ناهشیار به اصلاح گرایی و ایجاد رفرم دارد، ادعای عظمت و جاودانگی می‌کند، خود را دانای کل می‌داند که باید معلم اخلاق دیگران باشد، همیشه به دنبال نقص زدایی از کار دیگران است در حالی که نقایص خود از نظرش دور می‌ماند و خود را صاحب رسالت و مأموریت برای تحول و دگرگونی وضع موجود و نجات بشریت از چالش‌ها می‌داند.
خلاصه اینکه چون روشنفکر به‌طور فطری موجودی معترض است، اعتراض پایان ناپذیر او سبب می‌شود مدام در معرض بی‌مهری و تهدید باشد و به ویژه مورد هجوم و آزار حاکمان و صاحبان قدرت، ثروت و دانش قرار بگیرد. از این رو روشنفکر یا از حکومت وحشت دارد و از چوبه دار می‌هراسد یا از هم طبقه‌هایش و از اینکه در صدد تخریب و حذف او برآیند و از گردونه رقابت بیرونش کنند. شریعتی در سال‌های آخر عمر نوشت: «مرگ هر لحظه در کمین است. توطئه‌ها در میانم گرفته‌اند. من با مرگ زندگی کرد ه‌ام، با توطئه خو کرده‌ام… آنچه نگرانم کرده‌است ناتمام مردن نیست… ترسم از نفله شدن است…» و جلال آل احمد از «یک چاه و دوچاله» یی که احساس می‌کرد دوستان و رقبایش برای سقوط او کنده‌اند کتاب نوشت.
گاهی پارانویای روشنفکر فلسفی است. روشنفکر گمان آن دارد که توسط نیروهای نامرئی و ماوراء طبیعی معدوم شود و در قبضه انهدام خدایان قهار محو شود یا به سان «پرومته» در زنجیر خدایان گرفتار شده یا همچون سیزیف، به انجام کار بیهوده و بی امید گماشته شود.